# 169e méridien est
En géographie, le 169e méridien est est le méridien joignant les points de la surface de la Terre dont la longitude est égale à 169° est.

## Géographie

### Dimensions
Comme tous les autres méridiens, la longueur du 169e méridien correspond à une demi-circonférence terrestre, soit 20 003,932 km. Au niveau de l'équateur, il est distant du méridien de Greenwich de 18 813 km,.
Avec le 11e méridien ouest, il forme un grand cercle passant par les pôles géographiques terrestres.

### Régions traversées
En commençant par le pôle Nord et descendant vers le sud au pôle Sud, Le 169e méridien est passe par:
| Coordonnées           | Pays, territoire ou mer  | Notes |
| --------------------- | ------------------------ | --- |
| 90° 00′ N, 169° 00′ E | Océan Arctique           | |
| 74° 10′ N, 169° 00′ E | Mer de Sibérie orientale | |
| 69° 55′ N, 169° 00′ E | Russie                   | Tchoukotka — Île Aïon |
| 69° 33′ N, 169° 00′ E | Mer de Sibérie orientale | Baie de Tchaoun |
| 69° 08′ N, 169° 00′ E | Russie                   | Tchoukotka Kraï du Kamtchatka — à partir de 63° 58′ N, 169° 00′ E Tchoukotka — à partir de 63° 23′ N, 169° 00′ E Kraï du Kamtchatka — à partir de 62° 57′ N, 169° 00′ E |
| 60° 34′ N, 169° 00′ E | Mer de Bering            | |
| 54° 10′ N, 169° 00′ E | Océan Pacifique          | |
| 14° 39′ N, 169° 00′ E | Îles Marshall            | Atoll Bokak |
| 14° 35′ N, 169° 00′ E | Océan Pacifique          | |
| 10° 03′ N, 169° 00′ E | Îles Marshall            | Atoll Likiep |
| 9° 55′ N, 169° 00′ E  | Océan Pacifique          | Passe juste à l'est de l'atoll de Ailinglaplap, Îles Marshall (à 7° 35′ N, 168° 58′ E) Passe juste à l'ouest de l'île Kili, Îles Marshall (à 5° 38′ N, 169° 07′ E) Passe juste à l'est de l'atoll Ebon, Îles Marshall (à 4° 38′ N, 168° 46′ E) Passe juste à l'est de l'île Tikopia, Îles Salomon (à 12° 18′ S, 168° 51′ E) |
| 18° 41′ S, 169° 00′ E | Vanuatu                  | Île de Erromango |
| 18° 53′ S, 169° 00′ E | Océan Pacifique          | Passe juste à l'ouest de l'île Tanna, Vanuatu (à 19° 27′ S, 169° 13′ E) Passe juste à l'est de l'île Île Walpole, Nouvelle-Calédonie (à 22° 35′ S, 168° 57′ E) |
| 43° 51′ S, 169° 00′ E | Nouvelle-Zélande         | Île du Sud — passe par le point le plus méridional de l'île, Slope Point |
| 46° 40′ S, 169° 00′ E | Océan Pacifique          | Passe entre les Hook Keys et Île Campbell, Nouvelle-Zélande (at 52° 33′ S, 170° 00′ E) |
| 60° 00′ S, 169° 00′ E | Océan Austral            | |
| 71° 24′ S, 169° 00′ E | Antarctique              | Dépendance de Ross, Liste des territoires revendiqués par la Nouvelle-Zélande |
| 73° 29′ S, 169° 00′ E | Océan Austral            | Mer de Ross |
| 77° 29′ S, 169° 00′ E | Antarctique              | Dépendance de Ross, Liste des territoires revendiqués par la Nouvelle-Zélande |